# Natura 2000-område nr. 158 Allindelille Fredskov
Natura 2000-område nr. 158 Allindelille Fredskov er et Natura 2000-område der består af habitatområde  nr. H139 Allindelille Fredskov og Kastrup Myrdeskov  og har et areal på 114 ha.  Natura 2000-området ligger   i Vandområdedistrikt II Sjælland  i vandplanomåde 2.5 Smålandsfarvandet og en lille del i  2.1 Kalundborg  i Ringsted Kommune.

## Områdebeskrivelse
Allindelille Fredskov er botanisk set et af landets mest artsrige skovområder, og består hovedsageligt  af bøgeskov. Den nordlige del var tidligere ejet af Københavns Universitet, men er nu overtaget af Danmarks Naturfond. Den sydlige del, Kastrup Myrdeskov, udgør 56 ha og er ejet af Naturstyrelsen. Der er skovdrift drevet primært med yngre bevoksninger af især ahorn og bøg.